# Твін (Алабама)
Твін (англ. Twin) — місто (англ. town) в США, в окрузі Меріон штату Алабама. Населення — 359 осіб (2020).

## Географія
Твін розташований за координатами 33°59′32″ пн. ш. 87°51′8″ зх. д. / 33.99222° пн. ш. 87.85222° зх. д. (33.992314, -87.852295).  За даними Бюро перепису населення США в 2010 році місто мало площу 8,74 км², уся площа — суходіл.

## Демографія
Згідно з переписом 2010 року, у місті мешкало 399 осіб у 172 домогосподарствах у складі 118 родин. Густота населення становила 46 осіб/км².  Було 181 помешкання (21/км²).
Расовий склад населення:
| - 98,0 % — білих - 1,5 % — осіб інших рас |

До двох чи більше рас належало 0,5 %. Частка іспаномовних становила 2,8 % від усіх жителів.
За віковим діапазоном населення розподілялося таким чином: 21,3 % — особи молодші 18 років, 53,6 % — особи у віці 18—64 років, 25,1 % — особи у віці 65 років та старші. Медіана віку мешканця становила 46,6 року. На 100 осіб жіночої статі у місті припадало 91,8 чоловіків;  на 100 жінок у віці від 18 років та старших — 90,3 чоловіків також старших 18 років.
Середній дохід на одне домашнє господарство  становив 51 653 долари США (медіана — 41 705), а середній дохід на одну сім'ю — 63 533 долари (медіана — 50 000). Медіана доходів становила 57 679 доларів для чоловіків та 38 125 доларів для жінок. За межею бідності перебувало 16,5 % осіб, у тому числі 22,2 % дітей у віці до 18 років та 2,9 % осіб у віці 65 років та старших.
Цивільне працевлаштоване населення становило 186 осіб. Основні галузі зайнятості: виробництво — 25,8 %, роздрібна торгівля — 20,4 %, освіта, охорона здоров'я та соціальна допомога — 19,9 %.